# فرانك هوفمايستر
فرانك هوفمايستر (بالألمانية: Frank Hoffmeister)‏ (مواليد 9 أكتوبر 1965) هو سبّاح ألماني، مثّل بلاده في الألعاب الأولمبية الصيفية 1988.

## روابط خارجية
فرانك هوفمايستر على موقع الاتحاد الدولي للسباحة (الإنجليزية)
- فرانك هوفمايستر على موقع أوليمبيديا (الإنجليزية)